# Ассоциация сербо-македонцев
Ассоциация сербо-македонцев (серб. и макед. Друштво Србо-Македонци) — группа, созданная интеллигентами из региона Македония в 1886 году в Стамбуле (Османская империя). Ассоциация пропагандировала просербскую славяно-македонскую идентичность, особенно отличавшуюся от этнической идентичности болгар.

## Предыстория
Македонский национализм впервые возник как интеллектуальное движение в 1860-х годах. Правда до начала XVIII македонские славяне считали своей местной национальной церковью Болгарскую, Сербскую или Греческую. Многие македонцы считали себя болгарами, и проболгарские настроения у населения сохранялись вплоть до окончания Второй мировой войны. Сербы и болгары уже создали свои национальные государства, а македонцам зачастую приходилось искать идеологической поддержки с их стороны.
Ассоциация сербо-македонцев обратилась к Сербии за поддержкой в просьбе Османской империи  о своих политических интересах. Все авторы этого предложения были ранее членами Секретного македонского общества. Этот комитет был основан славяно-македонскими иностранными студентами в 1885 году в Софии (Болгария), но был быстро раскрыт болгарскими властями и распущен. Четверо ее членов покинули Болгарию и отправились в столицу Сербии, Белград. 23 февраля 1885 года в Белграде состоялось первое «Собрание сербо-македонцев и старых сербов». В то время в Сербии активно поддерживали просербские настроения македонцев, так как это способствовало развитию самосербской идентичности.

## Учреждение и деятельность
В Белграде члены группы встретились с сербским политиком Стояном Новаковичем, который обещал свою поддержку. Он предложил распространять сербофилию, чтобы противодействовать сильному болгарскому влиянию в Македонии. Решение о создании ассоциации в Стамбуле было принято на заседании правительства Сербии в начале августа 1886 года. На этом же заседании было принято решение о создании Общества Святого Саввы, для распространения сербской пропаганды в регионе Македонии. Дипломатическая деятельность Новаковича в Стамбуле сыграла значительную роль в реализации этой идеи, особенно благодаря созданию Ассоциации сербо-македонцев. Он был отправлен сербским в качестве посланника, считавшейся одной из самых важных должностей в тот период, в столицу Османской империи. Вскоре после этого Новакович приступил к своему назначению, где он встретился с двумя членами македонского комитета, К. Групчевым и Н. Евровым, чтобы инициировать план. Это привело к открытию сербских школ в регионе Македония, а учебники стали  печататься на македонском диалекте сербского языка. Однако, изначально, школы пытались найти компромисс и печатать книги на чём-то среднем между сербским и македонским диалекте. В 1889 году, когда его попросили переиздать эти тексты на македонском языке, Новакович рекомендовал использовать только сербский язык. Он утверждал, что ожидаемой привлекательности македонского диалекта не произошло. В соответствии с планами Новаковича «македонизм» рассматривался как этап постепенной сербизации македонских славян. В итоге, к началу нового века не только он, но и его сподвижники продвигали уже только просербские идеи.

## Программа
Политические устремления Ассоциации полностью совпадают с политическими устремлениями ее предшественницы, и их программу можно резюмировать в следующих пунктах:
- чтобы интересы Османской империи были защищены;
- чтобы газета («Голос Македонии») печаталась в Стамбуле на «чистом македонском языке»;
- что македонские славяне покидают Болгарский экзархат;
- чтобы архиепископство Охрида быть восстановлено (под юрисдикцией Вселенского патриархата);
- чтобы болгарскому влиянию в Македонии противостояла сербофилия;
- чтобы болгарские епископы и учителя были изгнаны из Македонии;
- открыть школы, в которых учителя будут использовать местный македонский диалект;
- что болгарское языковое влияние должно быть заменено сербским.[31]